# Entoloma haastii
Entoloma haastii är en svampart som beskrevs av G. Stev. 1962. Entoloma haastii ingår i släktet Entoloma och familjen Entolomataceae.   Inga underarter finns listade i Catalogue of Life.

## Källor

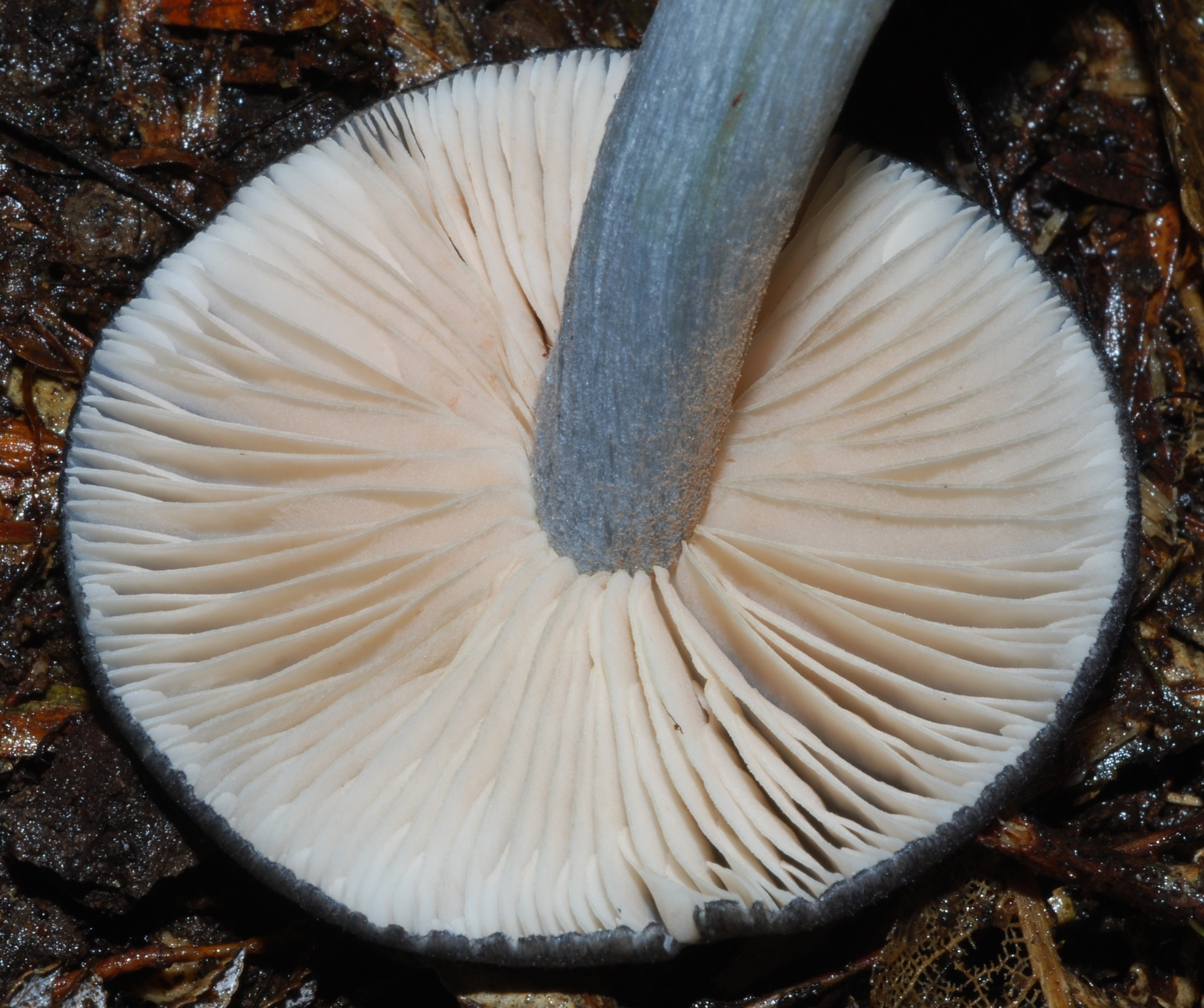
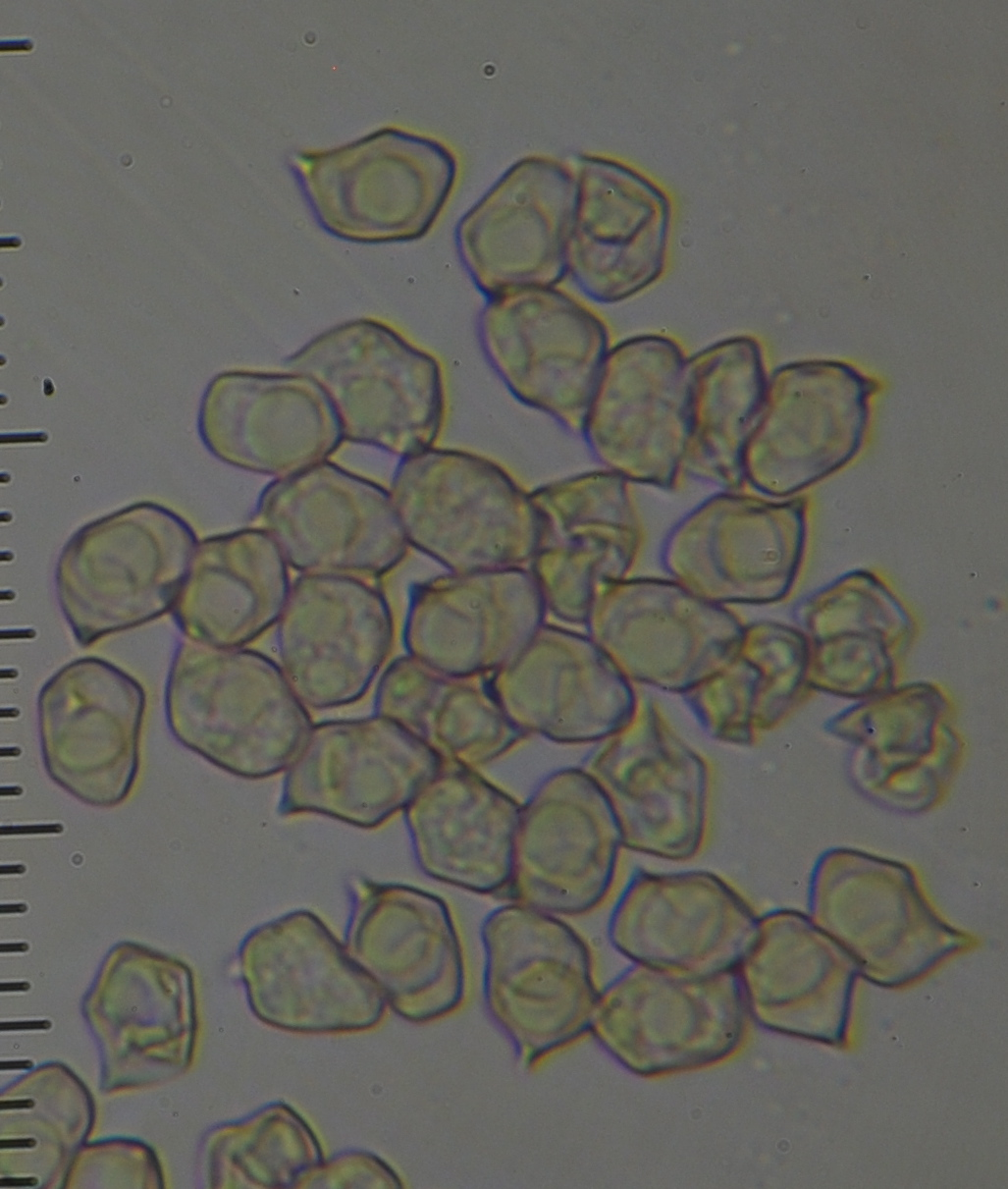